# Бесстыдники (телесериал, Великобритания)
«Бесстыдники» (англ. Shameless) — британский комедийно-драматический телесериал, произведённый Company Pictures для телеканала Channel 4. Сериал, описывающий жизнь людей британских рабочих кварталов, неоднократно привлекал к себе внимание СМИ, в том числе The Sun и BBC Two. Главный сценарист и продюсер — Пол Эбботт.
9 октября 2012 года руководство телеканала Channel 4 объявило, что 14 серия 11 сезона станет последней для сериала. Также 9 января 2013 года подтвердилась информация, что Лип Галлагер (Джоди Лэтэм), Моника Галлагер (Аннабель Эпсион), Карл Галлагер (Элиотт Титтенсор), Кевин 'Кев' Болл (Дин Келли), Фиона Галлагер (Энн-Мари Дафф) и Ивонн Кариб (Келли Холлис) снова появятся в финальной серии.
Показ последнего, 11 сезона начался 26 февраля 2013 года.

## Сюжет
В телесериале описывается жизнь семьи Галлагеров — Фрэнка, отца семейства и беспробудного пьяницы, а также его шестерых детей — Фионы, Липа, Йена, Карла, Дебби и Лиама; семьи Магуайров, которые принесут большие проблемы всем обитателям Чатсворта, а также их соседей.
События происходят в вымышленном районе Чатсворт в Манчестере.

## Список сезонов
До 2013 года включительно вышло 11 сезонов телесериала:
| Сезон | Сезон | Кол-во серий    | Премьера         | Финал           |
| ----- | ----- | --------------- | ---------------- | --------------- |
|       | 1     | 7               | 13 января 2004   | 24 февраля 2004 |
|       | 2     | 11              | 4 января 2005    | 8 марта 2005    |
|       | 3     | 8               | 10 января 2006   | 21 февраля 2006 |
|       | 4     | 8               | 9 января 2007    | 27 февраля 2007 |
|       | 5     | 16              | 1 января 2008    | 15 апреля 2008  |
|       | 6     | 16              | 27 января 2009   | 12 мая 2009     |
|       | 7     | 16              | 26 января 2010   | 11 мая 2010     |
|       | 8     | 13              | 10 января 2011   | 8 марта 2011    |
| 9     | 8     | 30 августа 2011 | 25 октября 2011  |                 |
|       | 9     | 11              | 9 января 2012    | 13 марта 2012   |
|       | 10    | 10              | 11 сентября 2012 | 1 ноября 2012   |
|       | 11    | 14              | 26 февраля 2013  | 28 мая 2013     |

## Список персонажей
- Семейство Галлагеров

| Актёр                                     | Роль |
| ----------------------------------------- | --- |
| Дэвид Трелфелл                            | Фрэнк Галлагер, отец семейства, алкоголик и тунеядец (с 1 сезона) |
| Энн-Мари Дафф                             | Фиона Галлагер, старшая дочь Фрэнка, центральная героиня сериала, находящийся в трудном положении, будучи старшей дочерью Галлагеров. С тех пор, как ушла мать и девушке исполнилось шестнадцать, Фиона заботилась о своих братьях и сестре и дисфункциональном отце-алкоголике Фрэнке. (1-2 сезоны, эпизодически в 11 сезоне) |
| Джоди Лэтэм                               | Филипп 'Лип' Галлагер, самый умный член семьи, в конце 4-го сезона поступает в университет и уезжает из Чатствуда. От Мэнди Магуайр у него по сериалу есть дочь Кэтти (1—3 сезоны) |
| Джирард Кирнс                             | Йен Галлагер, средний сын Галлагеров, гей, в 6—7 сезонах встречается с девушкой, с которой у него налаживаются крепкие отношения. В 7-м сезоне бежит из Чатствуда 1—7 сезоны |
| Люк Титтенсор — 1 сезон; Элиотт Титтенсор | Карл Галлагер, первоначально роль играют оба близнеца Титтенсоры, затем только Элиотт (с 5 сезона) |
| Ребекка Райан                             | Дебби Галлагер (1—6 сезоны) |
| Аннабель Эпсион                           | Моника Галлагер, бывшая жена Фрэнка и мать семерых детей (в 5-м сезоне рожает Стеллу). Бисексуальна, какое-то время живёт вместе с подругой Нормой (с перерывами 1—8 сезоны) |
| Джозеф Фёрнис (1—2 сезон); Джони Беннетт  | Лиам Галлагер (с 1—8 сезоны) |

- Семейство Магуайров

| Актёр           | Роль |
| --------------- | --- |
| Шон Гилдер      | Пэдди Магуайр, отец мафиозного семейства (4—7 сезоны)                                                                |
| Тина Мэлоун     | Мими Магуайр, мать семейства (со 2 сезона)                                                                           |
| Саманта Сиддалл | Мэнди Магуайр, единственная дочь в семье, мать Кэтти, дочери Липа (1—6, 8 сезоны)                                    |
| Никки Эванс     | Шейн Магуайр (с 3 сезона)                                                                                            |
| Сэлли Карман    | Келли Магуайр (со 2 сезона)                                                                                          |
| Аарон Маккаскер | Джейми Магуайр, старший сын Пэдди и Мими, который возвращается домой после 10 лет тюрьмы за убийство... (с 4 сезона) |
| Киаран Гриффитс | Микки Магуайр, гей,парень,секс-партнер Йена (4—9 сезоны)                                                             |

- Семейство Пауэллов

Семья приезжает в Чатствуд в 8-м сезоне.
| Актёр             | Роль                                        |
| ----------------- | ------------------------------------------- |
| Карен Брайсон     | Аврил Пауэлл, мать семейства (с 8 сезона)   |
| Эммануэль Игодаро | Джексон Пауэлл, отец семейства (с 4 сезона) |
| Кира Мартин       | Летиция (с 8 сезона)                        |

- Другие персонажи

| Актёр          | Роль                            |
| -------------- | ------------------------------- |
| Джеймс Макэвой | Стив, парень Фионы (1—2 сезоны) |
| Джек Дим       | Марти Фишер (с 1 сезона)        |
| Валери Лиллей  | Пэтти Крокер (с 7 сезона)       |
| Робби Конвей   | Эйдан Крокер (с 8 сезона)       |
| Касим Ахтар    | Чесни Кариб (с 4 сезона)        |
| Бэрри Элис     | Лиллиан Тайлор (со 2 сезона)    |
| Майкл Тайлор   | Билли Таттон (с 7 сезона)       |

## Награды
В 2005 году «Бесстыдники» выиграли премию BAFTA в номинации «Лучший драматический телесериал» и награду British Comedy Awards («Лучшая телевизионная комедийная драма»)